# Yun’an

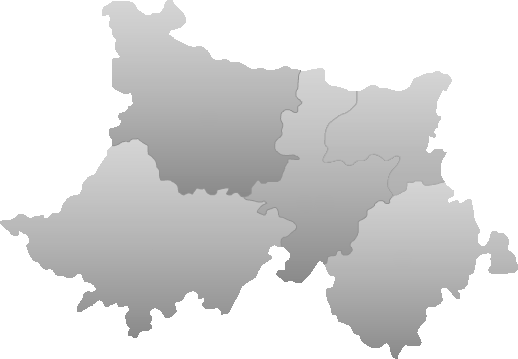
Lage des Stadtbezirks Yun’an im Gebiet der bezirksfreien Stadt Yunfu

Yun’an (chinesisch 云安区, Pinyin Yún’ān Qū) ist ein Stadtbezirk der bezirksfreien Stadt Yunfu in der chinesischen Provinz Guangdong. Yun’an hat eine Fläche von 1.172 km² und zählt 235.390 Einwohner (Stand: Zensus 2020). Sein Hauptort ist die Großgemeinde Liudu (六都镇).

## Administrative Gliederung
Auf Gemeindeebene setzt sich Yun’an aus acht Großgemeinden zusammen. 